# أيها البشر
أيها البشر (بالإنجليزية: You People)‏ هو فيلم كوميدي أمريكي من إخراج كينيا باريس وبطولة جونا هيل، إيدي ميرفي، جوليا لوي دريفوس، لورين لندن، نيا لونغ وديفيد دشوفني، صدر الفيلم على منصة نتفليكس في 27 يناير 2023.

## القصة
تبدأ أحداث الفيلم في لوس أنجلوس، عندما يقع عزرا كوهين،  موظف عقاري ومقدم بودكاست محلي (35 عام) في علاقة مع مصممة أزياء تدعى أميرة محمد، بعد التقائهما صدفة في موقف كوميدي ومحرج. ليدعوها الأول إلى موعد للتعارف، وتبدأ رحلة علاقتة الاثنين المنتمين إلى جيل الألفية، التي ستدخل في تعقيدات وصراعات بين عائلتين يهودية ومسلمة.

## كادر التمثيل[2]
- جونا هيل
- لورين لندن
- إيدي ميرفي
- جوليا لويس دريفوس
- نيا لونغ
- ديفيد دشوفني
- سام جاي
- إليوت غولد
- ترافيس بينيت
- مولي غوردون
- ريا بيرلمان
- ديون كول
- أندريا سافيج
- مايك إيبس
- ألاني لا لا أنتوني
- يونغ ميامي
- خديجة حق
- براين غرينبرغ
- جوردان فيرستمان
- أندرو شولتز
- مات والش
- إميلي آرلوك
- هال ليندين
- ويني هولزمان
- ريتشارد بنجامين
- فيليب اسبارزا